# Ferblantier
Le ferblantier est celui qui fabrique ou qui vend des outils ou ustensiles en fer-blanc, souvent ménagers (tels que les casseroles, bassines, assiettes, lanternes…). Il s'agit d'objets en fer recouvert d'une fine couche d'étain.

## Significations

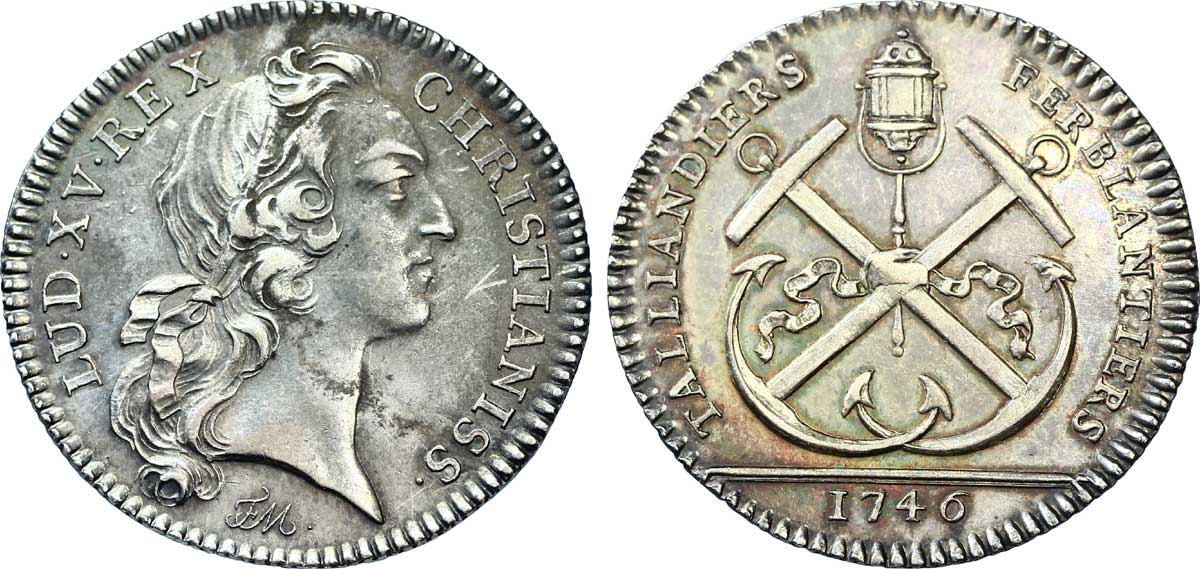
Jeton des taillandiers ferblantiers (1746).

« Ferblantier » est une appellation professionnelle dérivant de « fer-blanc », un acier doux recouvert d'une fine couche d'étain. 
Elle désigne aussi :
- des ouvriers ou artisans fabriquant des ustensiles de ménage ou de jardinage en acier galvanisé. Cette profession a pratiquement disparu de nos jours ;
- des ouvriers ou artisans œuvrant à la fabrication des emballages alimentaires métalliques destinés à la conserve alimentaire : boîte de conserve, mais aussi canette à boisson, boîtes à thé, boîtes à biscuits... ;
- des ouvriers et artisans couvreurs-zingueurs, posant et façonnant des ouvrages de toiture en acier galvanisé ou dans un autre métal (zinc, cuivre…). Il s'agit donc d'un métier du bâtiment[2]. Ce terme est davantage utilisé en Suisse et dans certaines régions françaises comme la Savoie ou l'Alsace.

Au Québec, depuis la fin du XXe siècle, le métier de ferblantier consiste surtout à préparer, fabriquer et installer des conduits de ventilation en tôle galvanisée. Une portion moindre des ferblantiers œuvre comme couvreur sur toitures dites traditionnelles/artisanales à pignon, de style Canadienne et sur les bâtiments à valeur architecturale – sur de nombreuses églises notamment. Divers métaux galvanisés (pré-peints) sont d'usage courant, mais le cuivre demeure le métal le plus noble et durable. À l'opposé, des pièces de protection contre la pluie sur toitures plates, couvrant les bâtiments, soit résidentiels comme les toits plats typiques de la ville de Montréal, soit commerciaux ou industriels doivent être fabriquées, préparées et installées également par les ferblantiers.